# Trzebowianie

Lokalizacja plemion śląskich w IX i X wieku

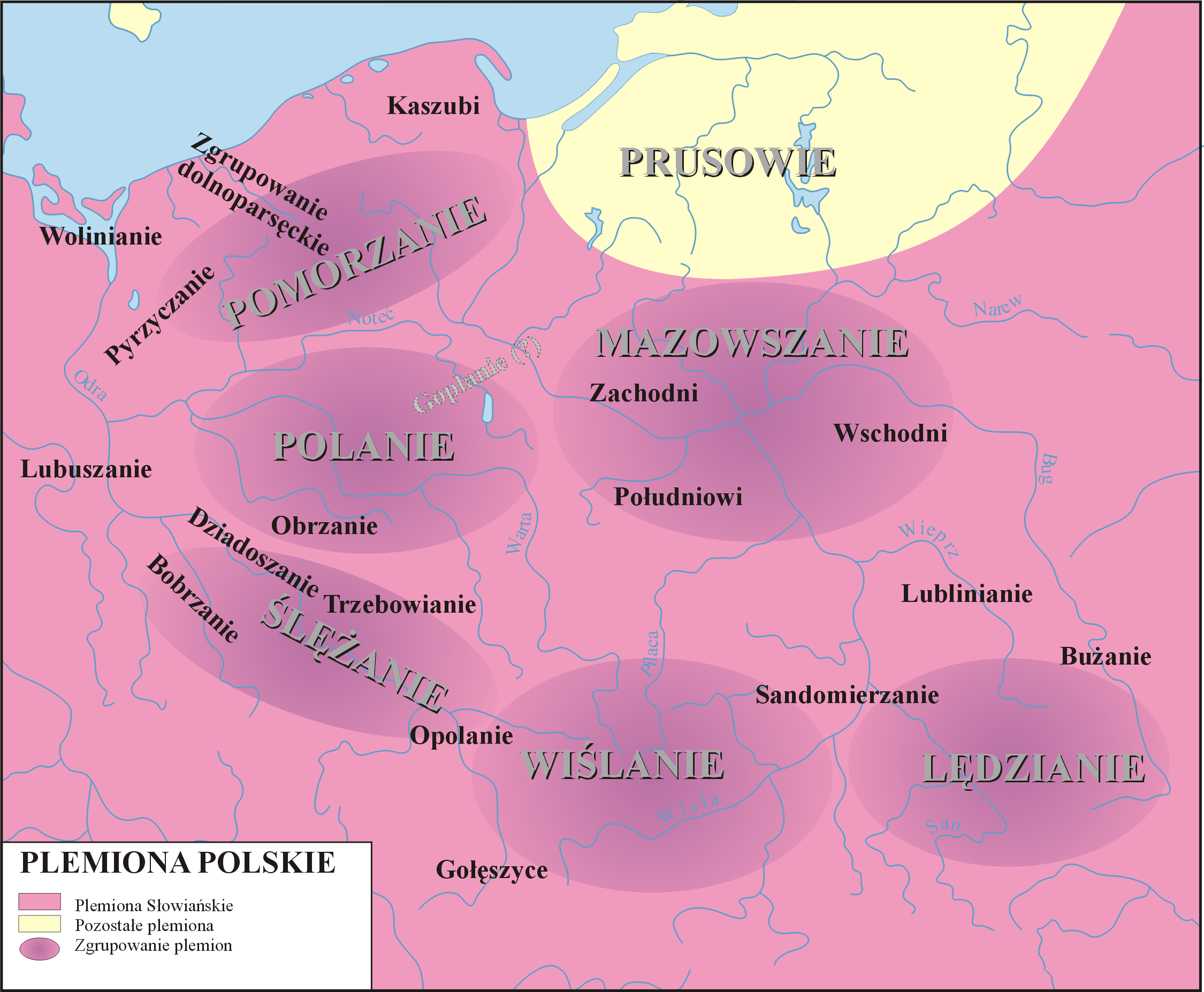
Mapa pokazująca przybliżoną lokalizację plemion polskich według profesora UO Sławomira Moździocha.

Trzebowianie (łac. Trebouane; cz. Třebované) – plemię zachodniosłowiańskie z grupy lechickiej zamieszkujące na Dolnym Śląsku, pomiędzy siedzibami Ślężan na wschodzie, a Bobrzan na zachodzie. Nazwa plemienia dała początek nazwie miasta Trzebnica. Środkiem ziemi Trzebowian płynęły Nysa Szalona i Kaczawa.

## Lokalizacja
Trzebowianie zajmowali ziemie ograniczone na północy bagnami, olsami tworzonymi przez rzekę Szprotawę i wzgórzami trzebnickimi. Na zachodzie granica biegła linią wzgórz na wschód od Bobru, za którą mieszkali Bobrzanie. Od Ślężan, Trzebowian oddzielały wody środkowego biegu Bystrzycy i jej dopływów, dalej wschodnia granica ziemi plemiennej szła od środkowego biegu tej rzeki na południe w stronę wschodnich zboczy Gór Sowich. Wydaje się, że do Trzebowian należały także ziemie kotliny jeleniogórskiej aż po okolice Lwówka Śląskiego.
Miasta Jawor i Legnica zbudowane w środku Trzebowi (ziemi plemiennej) to najważniejsze grody Trzebowian.
Istnieje także mało popularna konkurencyjna hipoteza, że siedziby wymienianych w dokumentach z IX-X wieku Trzebowian mieściły się nie na północ od Ślężan (dzisiejsze okolice Trzebnicy), ale na południe za łańcuchem Sudetów w okolicach leżących na terenie Czech miast Česká Třebová i Moravská Třebová.
Wydaje się, że czeskie plemię żyło oddzielnie i nie miało związków z Trzebowianami znad Nysy Szalonej i Kaczawy, lub też, że część Trzebowian została jako jeńcy przesiedlona do Czech podczas najazdu na Polskę księcia czeskiego Brzetysława w 1039 roku.
Zobacz też: Plemiona polskie.

## Etymologia
Sprawy ewentualnej lokalizacji nie ułatwia duża popularność nazw miejscowych z rdzeniem Třeb- w Czechach:
- Třebařov;
- Třebčín;
- Třebelovice;
- Třebenice;
- Třebětice
- Třebětín;
- Třebíč;
- Třebohostice;
- Třebomyslice;
- Třebová;
- Třebovářov;
- Třebařov[4];

oraz w Polsce: 
- Trzebnica;
- Trzebież;
- Trzebień
- Trzebiatów;
- Trzebieszowice;
- Trzebiel;
- Trzebielino;
- Trzebinia;
- Trzebiatkowo;
- Trzebiatkowa;
- Trzebieszów.

O ile część nazw miejscowych z komponentem *třěb- pochodzi od nazw osobowych np. Třěbihost/Třěbohost (*Trěbo+gostъ) (porównaj polskie Trzebowit, Trzebiesław, Trzebiemir, Trzebiak) to większość od prasłowiańskiego czasownika *terbiti "czyścić (las), trzebić", które być może jest powiązane z praindoeuropejskim *treb- (żyć, osiedlać się, belka, dom, chata).

Oprócz współczesnego znaczenia "trzebić" (Trzebowianie jako ci, którzy karczują las pod jego zasiedlenie) należy zwrócić uwagę na wcześniejsze słowiańskie znaczenie třeba/trebo jako przedchrześcijańskiej "ofiary". Już 
Aleksander Brückner od rdzeniatrzeb wywodził wyraz „trzebić” w znaczeniu ofiary pogańskiej (obiata, trzeba), występującej kapitularzu z Paderborn z 785 roku. Zaś Lubor Niederle twierdził, że Słowianie dla składanych ofiar używali nazwy „treba”, wywodzącej się od słowa „trebiti” – co miało znaczyć „ofiarować”, zaś „trebiste” - „ołtarz”.